# Hard X-ray Modulation Telescope
Das Hard X-Ray Modulation Telescope (chinesisch 硬X射線調製望遠鏡 / 硬X射线调制望远镜, Pinyin Yìng X-Shèxiàn Tiáozhì Wàngyuǎnjìng, kurz HXMT), in China auch Huiyan (慧眼, Erkenntnis) genannt, im Ausland Insight, ist ein Weltraumteleskop des Instituts für Hochenergiephysik der Chinesischen Akademie der Wissenschaften. Es wurde am 15. Juni 2017 um 3:00 UTC mit einer Changzheng-4B-Trägerrakete vom Kosmodrom Jiuquan in eine erdnahe Umlaufbahn gebracht.

## Aufbau
Der dreiachsenstabilisierte Satellit soll kosmische Objekte wie Pulsare, Neutronensterne und Schwarze Löcher im Bereich hochenergetischer Strahlung untersuchen und ist hierfür mit drei Röntgenteleskopen ausgerüstet:
- Das Hochenergie-Röntgen-Teleskop arbeitet im Hochenergiebereich zwischen 20 und 250 Kiloelektronenvolt (keV) und besitzt eine Kollektorfläche von 5.100 Quadratzentimetern.
- Das Röntgenteleskop im mittleren Energiebereich zwischen 5 und 30 keV hat eine Kollektorfläche von 952 Quadratzentimetern.
- Das Teleskop für niederenergetische Röntgenstrahlung zwischen 1 und 15 keV hat eine Sammelfläche von 384 Quadratzentimetern.

### Hochenergie-Röntgen-Teleskop
Das Hochenergie-Röntgen-Teleskop (HE) umfasst 18 Natriumiodid/Cäsiumiodid-Phoswich-Detektoren, die im mittleren Bereich des Nutzlastmoduls angeordnet sind, wobei zwei konzentrische Kreise mit sechs Elementen im inneren Kreis und 12 Elemente im äußeren Kreis verwendet werden. Die Szintillatoren bestehen aus Natriumiodid dotiert mit Thallium und Cäsiumiodid dotiert mit Natrium. Jedes Phoswich-Kristallelement hat einen Durchmesser von 19 Zentimeter, der 3,5 mm dicke Natriumiodidkristall liegt direkt hinter einem Beryllium-Fenster und der 40 mm dicke Cäsiumiodidkristall befindet sich unterhalb des Natriumiodidkristall. Die volle Energie eines einfallenden Röntgenstrahls wird in den Natriumiodidkristall umgesetzt, während der Cäsiumiodidkristall als aktive Abschirmung verwendet wird, um Ereignisse von der Rückseite zurückzuweisen. Der Cäsiumiodidkristall des Sensors kann auch als Detektor für Gammastrahlungsausbrüche im Bereich von 200 keV bis 3 MeV verwendet werden. Unterhalb des Phoswich-Stapels befindet sich ein Quarz-Separator, der den Szintillator mit dem Photoelektronenvervielfachern verbindet, in dem die Lichtimpulse in elektrisches Signale umgewandelt werden. Vor den Detektoren selbst liegen aus Tantal und Wolfram bestehende Kollimatoren, die das Gesichtsfeld für jeden Detektor bestimmen. Fünfzehn der Detektoren haben ein Sichtfeld von 1,14 mal 5,71°, zwei haben ein größeres 5,71 von 5,71° zur Hintergrunderkennung und das letzte Element wird mit einem 2-mm-Tantalschild für Dunkelstrommessungen vollständig blockiert. Das gesamte aktive Instrument hat einen Blickwinkel von 5,71 mal 5,71°. Zusätzliche Partikeldetektoren dienen dem Schutz des Instrumentes vor Überlastung und zum Ausfiltern von unerwünschten Signalen.

### Röntgenteleskop im mittleren Energiebereich
Das Röntgenteleskop im mittleren Energiebereich (ME) verwendet insgesamt 1.728 Silizium-PIN-Dioden als Detektoren, die in drei Boxen zu je sechs Module mit jeweils 32 Dioden aufgeteilt sind. Auch dieses Instrument hat drei verschiedene Gesichtsfelder. Ein Hauptbereich mit 1 × 4° für das eigentliche Beobachtungsobjekt, ein breites Gesichtsfeld von 4 × 4 ° für Hintergrundmessungen und eine vollständig blockierte Detektorgruppe für die Dunkelstrommessungen für die Kalibrierung.

### Niedrigenergie-Röntgendetektor
Der Niedrigenergie-Röntgendetektor (LE) konzentriert sich auf die Himmelsüberwachung. Er unterscheidet sich von den im ähnlichen Energiebereich arbeitenden Detektoren auf Chandra und XMM-Newton durch die Kollimatoroptik. Es umfasst drei identische Detektorkästen die im 120°-Winkel zueinander angeordnet sind. Diese enthalten jeweils acht Kollimatoren mit jeweils vier „Swept Charge Devices“, die einen kontinuierlichen Auslesemodus ermöglichen, wobei die Energie- und Ankunftszeit der einfallenden Photonen aufgezeichnet wird, und so eine höhere Zeitauflösung erzielen als herkömmliche CCD-Detektoren. Von den 32 SCD-Pixeln in jeder Detektorbox haben 20 schmale Sichtfelder von 1,6 × 6°, sechs haben breite Sichtfelder von 4 × 6°, vier sind Weitbereichs-Pixel mit einem Sichtfeld von etwa 50–60° × 2–6° und zwei sind blockierte Detektoren, die zur Kalibrierung dienen. Das Instrument erreicht eine Energieauflösung von 140 eV und eine zeitliche Auflösung von 1 ms.

## Entwicklung und Bau
Der Satellit wurde von der Chinesischen Akademie für Weltraumtechnologie (CAST) auf Basis des Phoenix-Eye-2-Busses gebaut, die Nutzlast wurde vom Institut für Hochenergiephysik der Chinesischen Akademie der Wissenschaften (IHEP) und der Tsinghua-Universität entwickelt. Der Physiker Li Tibei (李惕碚, * 1939) vom IHEP hatte bereits 1993 den Vorschlag zum Bau eines solchen Satelliten gemacht,
Studien starteten im Jahr 2000.
Ursprünglich war der Start für 2010 vorgesehen, dies verzögerte sich jedoch durch die Hinzufügung weiterer Nutzlasten und die Optimierung des Satelliten für die Arbeitsbedingungen in einer erdnahen Umlaufbahn. Als am 25. Januar 2011 über das Weltraumwissenschaftliche Prioritätsprogramm der Akademie der Wissenschaften Mittel aus dem 12. Fünfjahresplan (2011–2015) für das Projekt freigegeben wurden, wurde die ständige Weiterentwicklung gestoppt und man begann mit der Herstellung eines ersten Prototyps. Der Bau des eigentlichen Satelliten begann 2013.

## Ergebnisse

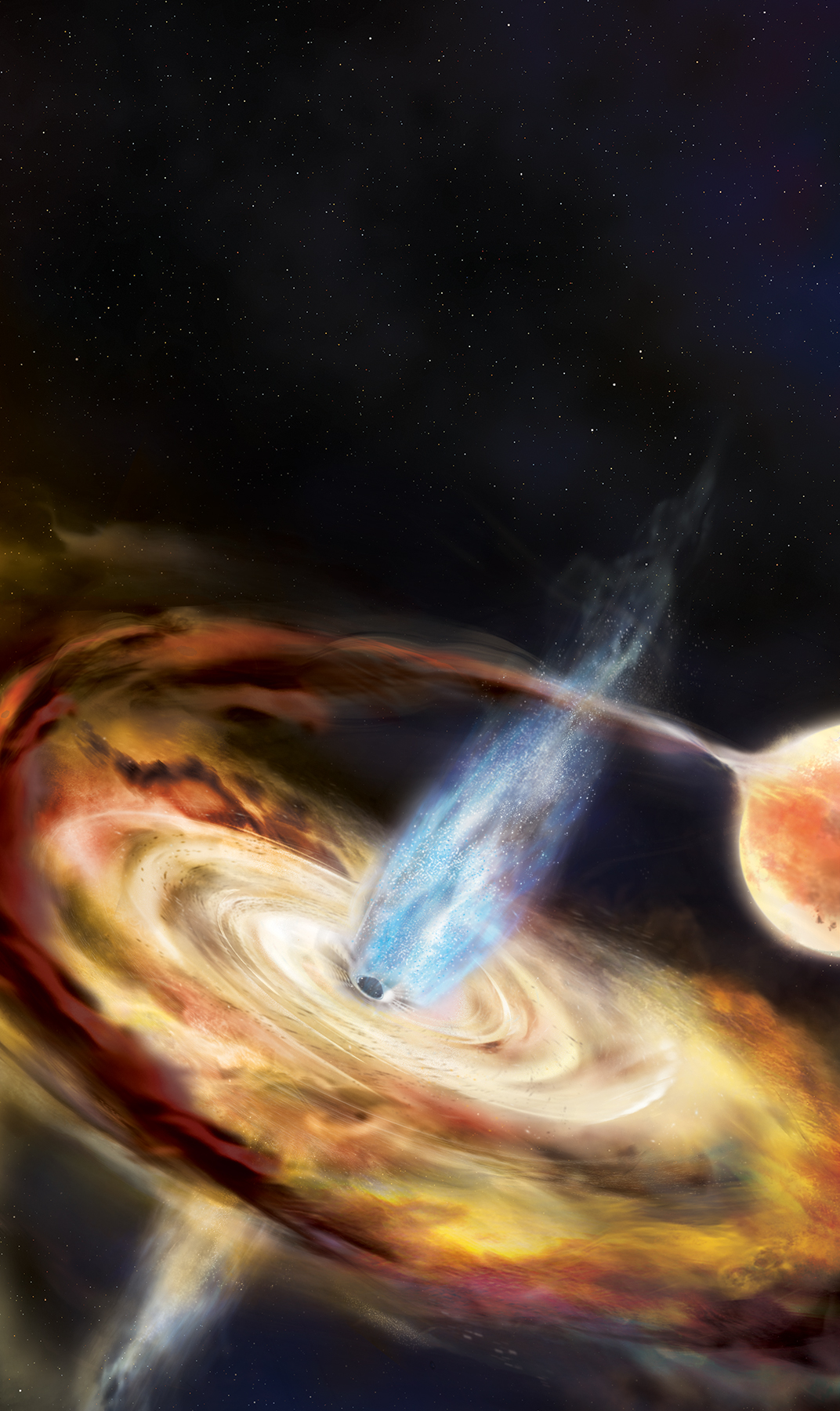
MAXI J1820+070. Blau dargestellt sind die aus der Akkretionsscheibe herausschießenden Jets.

Die Verbindung der drei Teleskope ergibt eine sehr gute Kombination aus weitem Beobachtungswinkel, breitbandiger spektraler und zeitlicher Auflösung, der Fähigkeit zum Abtasten des gesamten Himmels auf der Suche nach neuen Objekten als auch zur gezielten punktförmigen Beobachtung von Einzelobjekten. Am 2. Juli 2020 veröffentlichte das Journal of High Energy Astrophysics eine Sonderausgabe, in der die ersten Forschungsergebnisse vorgestellt wurden, so zum Beispiel zur Periodizität des Röntgendoppelsternsystems Scorpius X-1, zum Spektrum von Aquila X-1, zum Spin-Parameter des Schwarzen Lochs in Cygnus X-1 und vieles mehr.
Am 15. Januar 2021 veröffentlichten die Wissenschaftler des Schwerpunktlabors für Astroteilchenphysik des IHEP in der britischen Fachzeitschrift Nature Communications einen ausführlichen Artikel über ihre Beobachtung der aus dem Röntgendoppelsternsystem MAXI J1820+070 mit variierender Geschwindigkeit herausschießenden Korona. Bei diesem System, das ein Schwarzes Loch als Partner besitzt, beleuchtet die Korona die Akkretionsscheibe mit unterschiedlicher Intensität, abhängig von ihrer jeweiligen Geschwindigkeit.
Die Fähigkeit des Satelliten zur punktförmigen Beobachtung von Einzelobjekten erwies sich im April 2020 als entscheidend für die Lokalisierung des Magnetars SGR 1935+2154. Mitte jenes Monats war der Soft Gamma Repeater in eine Phase neuer Aktivität eingetreten, woraufhin die Forscher den Arbeitsplan des Satelliten änderten und sich auf dieses Objekt konzentrierten. Dadurch konnten die Forscher das hochenergetische Gegenstück zu dem am 28. April 2020 vom Canadian Hydrogen Intensity Mapping Experiment (CHIME) registrierten Radioblitz FRB 200428 beobachten, zwei im Abstand von 34 Millisekunden stattfindende Röntgenblitze im Bereich 1–250 keV. Der zeitliche Abstand zwischen dem Radioblitz und den Röntgenblitzen betrug 8,62 Sekunden, was genau der Gruppenlaufzeit von FRB 200428 entsprach. Dank der Kollimatoren, die das Gesichtsfeld der einzelnen Detektoren des Hochenergie-Röntgen-Teleskops stark einengen, gelang es, SGR 1935+2154 eindeutig als Ursprung des Röntgenblitzes (und damit auch des Radioblitzes) zu identifizieren.
Am 9. Oktober 2022 konnte HXMT zusammen mit GECAM C den aus Richtung des Sternbilds Pfeil kommenden Röntgenblitz GRB 221009A beobachten, den mit Abstand hellsten Röntgenblitz in der Geschichte der Astronomie. Bei diesem Ereignis – wohl der Kernkollaps eines massereichen Sterns –, das sich vor etwa 1,9 Milliarden Jahren ereignete, wurde eine Energie von 1,5 × 1055 erg freigesetzt, so viel, wie wenn die Masse von acht Sonnen vollständig in Energie umgesetzt werden würde.
Über die Beobachtung der Zyklotron-Absorptionslinien im Röntgenspektrum kann HXMT auch die magnetische Feldstärke an der Oberfläche von Neutronensternen bestimmen. Im Jahr 2020 entdeckte man beim Röntgendoppelstern GRO J1008-57 eine Zyklotron Absorptionslinie von 90 keV, was einer Oberflächen-Feldstärke von 1 Milliarde Tesla entsprach.
Im Jahr 2022 fanden die Wissenschaftler vom Institut für Hochenergiephysik zusammen mit Kollegen vom Kepler-Zentrum für Astro- und Teilchenphysik der Eberhard Karls Universität Tübingen beim Röntgendoppelstern Swift J0243.6+6124 eine Absorptionslinie von 146 keV, was einer Feldstärke von gut 1,6 Milliarden Tesla entsprach.
Dies war das bis dahin stärkste Magnetfeld im Universum.